# 岡山市道伊島町二丁目吉宗線
岡山市道伊島町二丁目吉宗線（おかやましどう いしまちょうにちょうめよしむねせん）は岡山県岡山市北区内を通る市道である。
正式名称は岡山市道301000197号伊島町二丁目吉宗線（おかやましどう301000197ごう いしまちょうにちょうめよしむねせん）。

## 路線データ
- 本線（Google マップ）
  - 起点：岡山県岡山市北区伊島町2丁目（伊島北町交差点・国道53号岡山北バイパス交点）
  - 終点：岡山県岡山市北区吉宗（吉宗交差点・国道53号岡山北バイパス交点）
- 総延長：7km
- 実延長：総延長に同じ（被重用区間なし）

## 沿革
- 前身は国道53号。1998年（平成10年）10月28日の岡山北バイパスの暫定供用に伴い旧道となった部分をもって本路線が成立した。

## 地理

### 通過する自治体
- 岡山市（北区）

## 接続道路
- 国道53号岡山北バイパス（岡山市北区伊島町2丁目・伊島北町交差点〔起点〕）
- 岡山県道238号上芳賀岡山線（岡山市北区津島京町3丁目・商大前交差点）
- 岡山市道404553077号横井上83号線（岡山市北区横井上） - この路線を介して国道53号岡山北バイパスと接続
- 岡山県道237号日応寺栢谷線（岡山市北区吉宗）
- 国道53号岡山北バイパス（岡山市北区吉宗・吉宗交差点〔終点〕）

### 主要施設
- 明誠学院高等学校
- 岡山商科大学
- 岡電バス津高営業所
- エブリイOkanaka津高
- 岡山市立横井小学校
- 津高郵便局
- 坂野記念館
- 岡山市北区役所津高地域センター
- 朝日塾小学校
- 岡山市立京山中学校
- 岡山市立香和中学校

### 名所・旧跡・観光地
- 苫田温泉